# Los crímenes de Petiot
Los crímenes de Petiot es una película española de género giallo estrenada en 1973, coescrita y dirigida por José Luis Madrid y protagonizada en los papeles principales por Paul Naschy, Patricia Loran y Fernando Marín.
La película está basada en los crímenes cometidos por el asesino en serie francés Marcel Petiot.

## Sinopsis
Treinta años después del fin de la Segunda Guerra Mundial se producen una serie de asesinatos y desapariciones en Francia que parecen tener relación con las atrocidades que allí cometieron los ocupantes nazis. Parece ser que un científico psicópata nazi que actuó durante la ocupación estaría detrás de los crímenes. 

## Reparto
- Paul Naschy - Boris Villowa / Padre de Marcel
- Patricia Loran - Vera
- Fernando Marín - Heinrich Weiss
- Anastasio Campoy - Comisario Wilhelm Rotwang
- Lucía Prado - Madeleine
- Ramón Lillo - Konrad Freund
- Vicente Haro - Inspector Muller
- María Pinar
- Hugo Astar
- Enrique San Francisco - Policía
- Monika Rey
- Maite Crespo
- Víctor Iregua